# آنتیمو یونکو
آنتیمو یونکو (انگلیسی: Antimo Iunco؛ زادهٔ ۶ ژوئن ۱۹۸۴) بازیکن فوتبال اهل ایتالیا است.
از باشگاه‌هایی که در آن بازی کرده‌است می‌توان به باشگاه فوتبال هلاس ورونا، باشگاه فوتبال اسپتزیا، باشگاه فوتبال تراپانی، باشگاه فوتبال آلساندریا، باشگاه فوتبال تورینو، باشگاه فوتبال کیه‌وو ورونا، باشگاه فوتبال سالرنیتانا، باشگاه فوتبال چیتادلا، و باشگاه فوتبال باری اشاره کرد.